# NGC 4809
NGC 4809 (другие обозначения — UGC 8034, IRAS12523+0255, MCG 1-33-22, VV 313, ZWG 43.62, ARP 277, KCPG 358A, UM 523, PGC 43969) — галактика в созвездии Дева.
Этот объект входит в число перечисленных в оригинальной редакции «Нового общего каталога».
В галактике вспыхнула сверхновая SN 2011jm типа Ic, её пиковая видимая звездная величина составила 14,8.